# Tabelul periodic al elementelor (lărgit)
Tabelul periodic al elementelor este o clasificare tabelară a elementelor chimice, inclusiv unele elemente ipotetice, pe baza proprietăților lor chimice și fizice, care la rândul lor derivă din configurația electronică a atomilor respectivi. În tabelul lărgit, 7 perioade și 18 grupe de elemente sunt reprezentate prin linii, respectiv una sau mai multe coloane; fiecare element ocupă o „căsuță” aflată la intersecția unei anumite linii cu o anumită coloană. Spre deosebire de tabelul standard, grupa 3 este reprezentată pe 15 coloane în loc de una singură, astfel că și elementele din categoriile lantanide (perioada 6, grupa 3) și actinide (perioada 7, grupa 3) ocupă fiecare câte o căsuță.

## Tabelul periodic al elementelor (lărgit)
| Grupă →  | 1     | 2     |       |       |       |       |       |       |       |       |       |       |       |        |        |        | 3      | 4      | 5      | 6      | 7      | 8      | 9      | 10     | 11     | 12     | 13     | 14     | 15     | 16     | 17     | 18     |
| -------- | ----- | ----- | ----- | ----- | ----- | ----- | ----- | ----- | ----- | ----- | ----- | ----- | ----- | ------ | ------ | ------ | ------ | ------ | ------ | ------ | ------ | ------ | ------ | ------ | ------ | ------ | ------ | ------ | ------ | ------ | ------ | ------ |
| Perioadă |       |       |       |       |       |       |       |       |       |       |       |       |       |        |        |        |        |        |        |        |        |        |        |        |        |        |        |        |        |        |        |        |
| 1        | 1 H   |       |       |       |       |       |       |       |       |       |       |       |       |        |        |        |        |        |        |        |        |        |        |        |        |        |        |        |        |        |        | 2 He   |
| 2        | 3 Li  | 4 Be  |       |       |       |       |       |       |       |       |       |       |       |        |        |        |        |        |        |        |        |        |        |        |        |        | 5 B    | 6 C    | 7 N    | 8 O    | 9 F    | 10 Ne  |
| 3        | 11 Na | 12 Mg |       |       |       |       |       |       |       |       |       |       |       |        |        |        |        |        |        |        |        |        |        |        |        |        | 13 Al  | 14 Si  | 15 P   | 16 S   | 17 Cl  | 18 Ar  |
| 4        | 19 K  | 20 Ca |       |       |       |       |       |       |       |       |       |       |       |        |        |        | 21 Sc  | 22 Ti  | 23 V   | 24 Cr  | 25 Mn  | 26 Fe  | 27 Co  | 28 Ni  | 29 Cu  | 30 Zn  | 31 Ga  | 32 Ge  | 33 As  | 34 Se  | 35 Br  | 36 Kr  |
| 5        | 37 Rb | 38 Sr |       |       |       |       |       |       |       |       |       |       |       |        |        |        | 39 Y   | 40 Zr  | 41 Nb  | 42 Mo  | 43 Tc  | 44 Ru  | 45 Rh  | 46 Pd  | 47 Ag  | 48 Cd  | 49 In  | 50 Sn  | 51 Sb  | 52 Te  | 53 I   | 54 Xe  |
| 6        | 55 Cs | 56 Ba | 57 La | 58 Ce | 59 Pr | 60 Nd | 61 Pm | 62 Sm | 63 Eu | 64 Gd | 65 Tb | 66 Dy | 67 Ho | 68 Er  | 69 Tm  | 70 Yb  | 71 Lu  | 72 Hf  | 73 Ta  | 74 W   | 75 Re  | 76 Os  | 77 Ir  | 78 Pt  | 79 Au  | 80 Hg  | 81 Tl  | 82 Pb  | 83 Bi  | 84 Po  | 85 At  | 86 Rn  |
| 7        | 87 Fr | 88 Ra | 89 Ac | 90 Th | 91 Pa | 92 U  | 93 Np | 94 Pu | 95 Am | 96 Cm | 97 Bk | 98 Cf | 99 Es | 100 Fm | 101 Md | 102 No | 103 Lr | 104 Rf | 105 Db | 106 Sg | 107 Bh | 108 Hs | 109 Mt | 110 Ds | 111 Rg | 112 Cn | 113 Nh | 114 Fl | 115 Mc | 116 Lv | 117 Ts | 118 Og |

## Căsuțe
- Fiecare căsuță conține numărul atomic și simbolul chimic al elementului respectiv.
- Culoarea numărului atomic indică starea de agregare a elementului în condiții standard de temperatură (273,15 K sau 0 °C) și presiune (100 kPa sau 0,986 atm):

| solid | lichid | gaz | necunoscut |

- Stilul chenarului indică modul de apariție a elementului în natură:

| element primordial | produs de dezintegrare | element sintetic | încă nesintetizat |

- Culoarea căsuței indică apartenența elementului respectiv la una din următoarele categorii:

| Metale          | Metale                     | Metale    | Metale              | Metale                     | Metaloizi                  | Nemetale                   | Nemetale                   | Nemetale                   |
| Metale alcaline | Metale alcalino-pământoase | Lantanide | Metale de tranziție | Alte metale                | Metaloizi                  | Alte nemetale              | Halogeni                   | Gaze nobile                |
| Metale alcaline | Metale alcalino-pământoase | Actinide  | Metale de tranziție | Elemente de tip necunoscut | Elemente de tip necunoscut | Elemente de tip necunoscut | Elemente de tip necunoscut | Elemente de tip necunoscut |